# Tournoi d'ouverture du championnat du Salvador de football 2011
Navigation
Saison précédente Saison suivante
Le Tournoi Apertura 2010 est le vingt-septième tournoi saisonnier disputé au Salvador.
C'est cependant la 74e fois que le titre de champion du Salvador est remis en jeu.
Lors de ce tournoi, l'Alianza FC a tenté de conserver son titre de champion du Salvador face aux neuf meilleurs clubs salvadoriens.
Chacun des dix clubs participant était confronté deux fois aux neuf autres équipes. Puis les quatre meilleurs se sont affrontés lors d'une phase finale à la fin du tournoi.
Seulement une place était qualificative pour la Ligue des champions de la CONCACAF.

## Les 10 clubs participants
| \| CD Águila Alianza FC CD Atlético Marte Univ. El Salvador Club Deportivo FAS Juventud Independiente AD Isidro-Metapan CD Luis Ángel Firpo Alianza FC CD Atlético Marte Univ. El Salvador Once Municipal Alianza FC CD Atlético Marte Univ. El Salvador CD Vista Hermosa \| Localisation des clubs. |
| CD Águila Alianza FC CD Atlético Marte Univ. El Salvador Club Deportivo FAS Juventud Independiente AD Isidro-Metapan CD Luis Ángel Firpo Alianza FC CD Atlético Marte Univ. El Salvador Once Municipal Alianza FC CD Atlético Marte Univ. El Salvador CD Vista Hermosa                               |

| Club                          | Stade                        | Capacité | Ville                |
| CD Águila                     | Stade Juan Francisco Barraza | 10 000   | San Miguel           |
| Alianza FC                    | Stade Cuscatlán              | 45 925   | San Salvador         |
| Club Deportivo FAS            | Stade Oscar Quiteño          | 15 000   | Santa Ana            |
| Juventud Independiente        | Complejo Municipal           | 5 000    | Opico                |
| AD Isidro-Metapan             | Stade Jorge Calero Suárez    | 8 000    | Metapán              |
| CD Luis Ángel Firpo           | Stade Sergio Torres          | 5 000    | Usulután             |
| CD Atlético Marte             | Stade Cuscatlán              | 45 925   | San Salvador         |
| Once Municipal                | Stade Simeón Magaña          | 5 000    | Ahuachapán           |
| CD Universidad de El Salvador | Stade Universitario UES      | 10 000   | San Salvador         |
| CD Vista Hermosa              | Stade Correcaminos           | 12 000   | San Francisco Gotera |

## Compétition
Le tournoi Apertura se déroule de la même façon que les tournois des championnats précédents, en deux phases :
- La phase de qualification : les dix-huit journées de championnat.
- La phase finale : les matchs aller-retour allant des demi-finales à la finale.

### Phase de qualification
Lors de la phase de qualification les dix équipes affrontent à deux reprises les neuf autres équipes selon un calendrier tiré aléatoirement.
Les quatre meilleures équipes sont qualifiées pour les demi-finales.
Le classement est établi sur le barème de points classique (victoire à 3 points, match nul à 1, défaite à 0).
Le départage final se fait selon les critères suivants :
- Le nombre de points.
- La différence de buts générale.
- Le nombre de buts marqué.

#### Classement
| Rang | Équipe                        | Pts | J  | G  | N | P  | Bp | Bc | Diff |
| ---- | ----------------------------- | --- | -- | -- | - | -- | -- | -- | ---- |
| 1    | AD Isidro-Metapan             | 36  | 18 | 11 | 3 | 4  | 32 | 21 | +11  |
| 2    | Club Deportivo FAS            | 32  | 18 | 9  | 5 | 4  | 24 | 17 | +7   |
| 3    | Once Municipal                | 30  | 18 | 8  | 6 | 4  | 29 | 20 | +9   |
| 4    | CD Luis Ángel Firpo           | 29  | 18 | 8  | 5 | 5  | 30 | 26 | +4   |
| 5    | CD Águila                     | 29  | 18 | 8  | 5 | 5  | 34 | 26 | +8   |
| 6    | Alianza FC (T)                | 24  | 18 | 6  | 6 | 6  | 18 | 17 | +1   |
| 7    | CD Atlético Marte             | 23  | 18 | 6  | 5 | 7  | 19 | 19 | 0    |
| 8    | Juventud Independiente (P)    | 17  | 18 | 5  | 2 | 11 | 18 | 30 | -12  |
| 9    | CD Universidad de El Salvador | 14  | 18 | 2  | 8 | 8  | 15 | 29 | -14  |
| 10   | CD Vista Hermosa              | 10  | 18 | 1  | 7 | 10 | 11 | 25 | -14  |

| Légende : Qualifications et relégations | Légende : Qualifications et relégations                  |
| --------------------------------------- | -------------------------------------------------------- |
|                                         | Qualifié pour les demi-finales                           |
|                                         | (T) : Tenant du titre (P) : Promu de la saison 2010-2011 |

#### Matchs
| Résultats (▼dom., ►ext.)                                   | Agu | Ali | Mar | FAS | Isi | Ind | Lui | Onc | Uni | Vis |
| CD Águila                                                  |     | 1-2 | 2-0 | 1-1 | 3-2 | 1-0 | 5-1 | 2-2 | 3-0 | 2-2 |
| Alianza FC                                                 | 1-1 |     | 0-1 | 1-2 | 1-1 | 0-1 | 1-0 | 0-1 | 0-0 | 2-1 |
| CD Atlético Marte                                          | 2-4 | 0-2 |     | 0-0 | 0-1 | 5-3 | 3-0 | 1-1 | 2-0 | 0-0 |
| Club Deportivo FAS                                         | 1-3 | 2-1 | 1-0 |     | 1-1 | 3-0 | 2-1 | 2-1 | 1-0 | 3-1 |
| CD Luis Ángel Firpo                                        | 2-0 | 2-2 | 1-0 | 3-1 |     | 1-3 | 2-1 | 6-3 | 1-1 | 0-2 |
| AD Isidro-Metapan                                          | 3-1 | 1-0 | 2-1 | 0-0 | 4-2 |     | 0-1 | 1-1 | 4-2 | 1-0 |
| Juventud Independiente                                     | 2-1 | 1-2 | 1-2 | 1-0 | 2-3 | 1-4 |     | 1-2 | 3-1 | 1-1 |
| Once Municipal                                             | 2-0 | 1-2 | 1-1 | 1-0 | 2-1 | 1-1 | 0-0 |     | 0-1 | 5-0 |
| CD Universidad de El Salvador                              | 2-2 | 1-1 | 2-2 | 0-2 | 1-1 | 1-3 | 1-0 | 1-3 |     | 0-0 |
| CD Vista Hermosa                                           | 1-2 | 0-0 | 0-1 | 2-2 | 0-1 | 0-1 | 0-1 | 0-2 | 1-1 |     |
| - Victoire à domicile - Match nul - Victoire à l'extérieur |     |     |     |     |     |     |     |     |     |     |

### La phase finale
Les quatre équipes qualifiées sont réparties dans le tableau final d'après leur classement général.
En cas d'égalité lors des demi-finales, c'est l'équipe la mieux classée qui se qualifie. Par contre lors de la finale, si les deux équipes sont à égalité, des prolongations puis une séance de tirs au but ont lieu.

#### Tableau
|  | 1/2 finale          | 1/2 finale          | 1/2 finale     | 1/2 finale | 1/2 finale | 1/2 finale        |                   |     | Finale | Finale | Finale | Finale | Finale |  |
|  |                     |                     |                |            |            |                   |                   |     |        |        |        |        |        |  |
|  |                     |                     |                |            |            |                   |                   |     |        |        |        |        |        |  |
|  |                     |                     |                |            |            |                   |                   |     |        |        |        |        |        |  |
|  | AD Isidro-Metapan   | AD Isidro-Metapan   | (1)            | 3          | 3          |                   |                   |     |        |        |        |        |        |  |
|  | AD Isidro-Metapan   | AD Isidro-Metapan   | (1)            | 3          | 3          |                   |                   |     |        |        |        |        |        |  |
|  | CD Luis Ángel Firpo | CD Luis Ángel Firpo | (4)            | 3          | 0          |                   |                   |     |        |        |        |        |        |  |
|  | CD Luis Ángel Firpo | CD Luis Ángel Firpo | (4)            | 3          | 0          | AD Isidro-Metapan | AD Isidro-Metapan | (1) | 1      |        |        |        |        |  |
|  |                     |                     |                |            |            |                   | AD Isidro-Metapan | (1) | 1      |        |        |        |        |  |
|  |                     | Once Municipal      | Once Municipal | (3)        | 0          |                   |                   |     |        |        |        |        |        |  |
|  | Club Deportivo FAS  | Club Deportivo FAS  | Once Municipal | (3)        | 0          | (2)               | 0                 | 1   |        |        |        |        |        |  |
|  | Club Deportivo FAS  | Club Deportivo FAS  |                |            |            | (2)               | 0                 | 1   |        |        |        |        |        |  |
|  | Once Municipal      | Once Municipal      | (3)            | 1          | 2          |                   |                   |     |        |        |        |        |        |  |
|  | Once Municipal      | Once Municipal      | (3)            | 1          | 2          |                   |                   |     |        |        |        |        |        |  |

#### Demi-finales
| Club               | Aller | Retour | Club                | Commentaire |
| AD Isidro-Metapan  | 3-3   | 3-0    | CD Luis Ángel Firpo |             |
| Club Deportivo FAS | 0-1   | 1-2    | Once Municipal      |             |

#### Finale
| 18 décembre 2011 | AD Isidro-Metapan | 1:0   | Once Municipal | Stade Cuscatlán           |                           |
|                  | Paolo Suárez 51e  | (0:0) |                | Arbitrage : Elmer Bonilla | Arbitrage : Elmer Bonilla |

## Bilan du tournoi
| Tableau d'Honneur     |                   |
| Compétition           | Vainqueur         |
| Tournoi Apertura 2011 | AD Isidro-Metapan |

| Qualifications continentales 2012-2013 |                   |
| Ligue des champions                    | Qualifiés         |
| Phase de Groupes                       | AD Isidro-Metapan |

## Statistiques

### Buteurs
| Rang | Nom           | Équipe              | Buts |
| 1    | Nicolás Muñoz | CD Águila           | 15   |
| 2    | Anel Canales  | CD Luis Ángel Firpo | 14   |
| 2    | Sean Fraser   | Once Municipal      | 14   |
| 4    | William Reyes | Club Deportivo FAS  | 10   |
| 5    | Osael Romero  | CD Águila           | 8    |
| 5    | Paolo Suárez  | AD Isidro-Metapan   | 8    |
| 7    | 2 joueurs     | 2 joueurs           | 6    |